# Museo de la Policía Real de Malasia
El Museo de la Policía Real de Malasia (en malayo: Muzium Polis Diraja Malaysia) se encuentra en la ciudad de Kuala Lumpur, en el país asiático de Malasia. Se muestra la historia de la Policía Real de Malasia. Este museo fue creado en 1958 en uno de los edificios ubicados en el Centro de Capacitación Policial (Pulapol) en Jalan Semarak, Kuala Lumpur.
El edificio de madera tiene tres partes principales a saber: la historia policial, de emergencia y carrera PDRM.